# Резол
Резол (англ. resole) — термореактивна фенолальдегідна смола, утворена поліконденсацією фенолу з альдегідом в лужному середовищі, з молекулярною масою 400—1000, що здатна отверджуватися при дії кислот або при нагріванні.